# ROLLIE
ROLLIE(ロリィ)は、SHAKALABBITSのインディーズ3枚目のシングルで、UNIVERSAL MUSICから2002年5月22日に発売。

## 解説
ROLLIEは1stアルバム『EXPLORING OF THE SPACE』に入っている曲で、SHAKALABBITS初の日本語の詞で書かれている。
ROLLIEを発売する前ギターのMASSYがいなくなり、その後にあったツアーはMAHと同郷であり専門学校時代からUKI、KINGともに仲のよかったTAKE-Cにギターを依頼した。

## 収録曲
1. ROLLIE
作詞：UKI 作曲：MAH
2. WHAT DO THEY THINK...?(LIVE)
作詞：UKI 作曲：MAH
3. EVEN IF I'M ALONE(LIVE)
作詞：UKI 作曲：MAH
4. ROLLIE(BACKING TRACK)
作詞：UKI 作曲：MAH

## 収録アルバム
- EXPLORING OF THE SPACE (#1)
- MUSHROOMCAT RECORD (#1)

## ジャケット
初の写真ジャケットでカメラマンは蜷川実花が担当している。